# Palazzo Spinelli di Tarsia

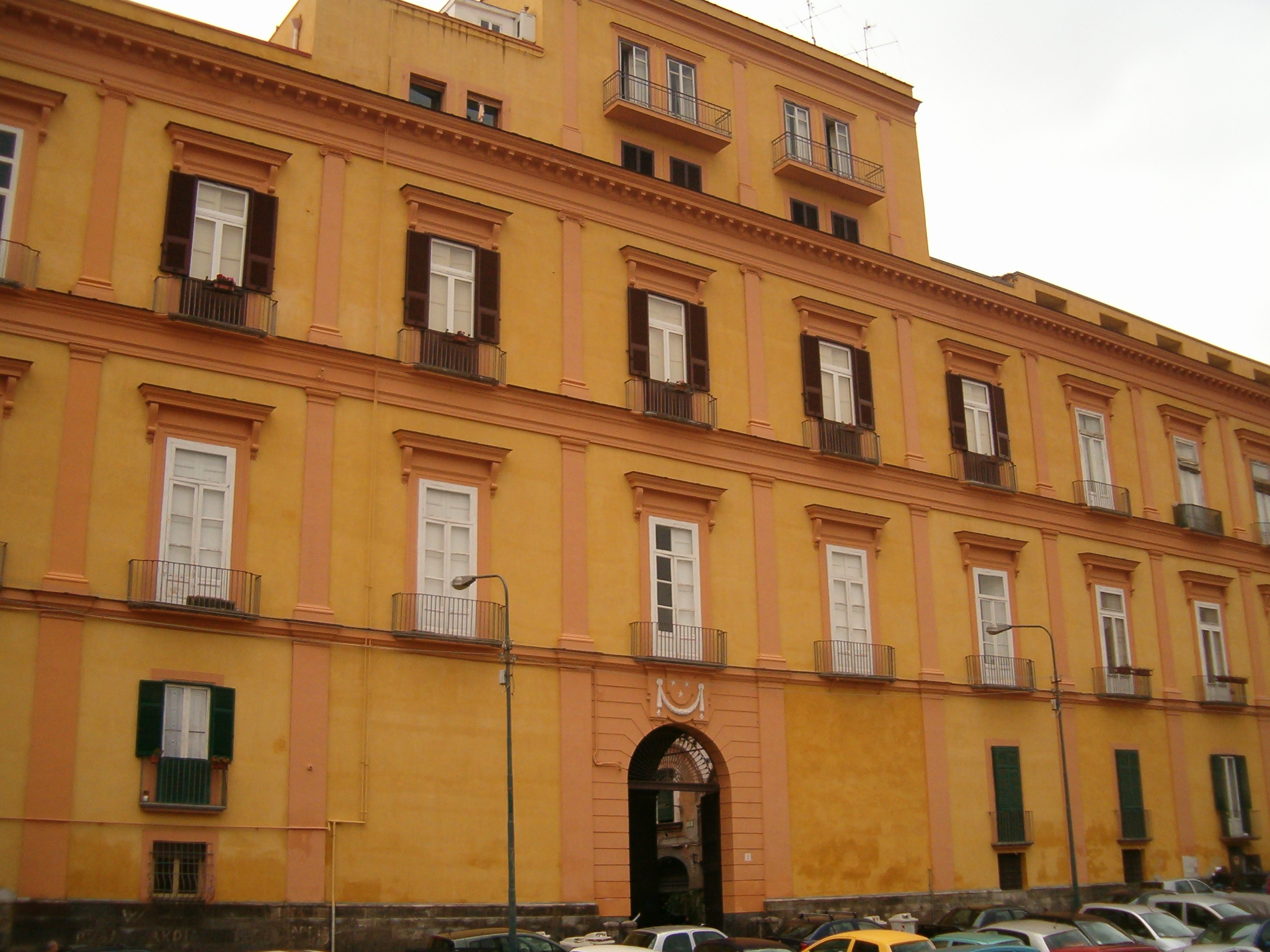
Palazzo Spinelli di Tarsia in Neapel

Der Palazzo Spinelli di Tarsia ist ein Palast aus dem 18. Jahrhundert im Viertel San Giuseppe in Neapel in der italienischen Region Kampanien. Er liegt am Largo Tarsia, 2.

## Geschichte und Beschreibung
Der Palast wurde, wenn auch nur teilweise, im Auftrag von Ferdinando Vincenzo Spinelli, Herzog von Tarsia, errichtet: Der Bau beinhaltete den Umbau eines vorher existierenden Gebäudes, das von Carlo Celano dokumentiert wurde; mit dem Projekt wurde einer der bekanntesten Architekten im Neapel des 18. Jahrhunderts betraut, Domenico Antonio Vaccaro. Die Fresken in den Räumlichkeiten wurden nicht nur von Vaccaro, sondern auch von Malern, wie Nicola Maria Rossi, Nicola Cacciapuoti und Giovanni di Simone, geschaffen.
Das Gebäude belegte ursprünglich ein weites Gebiet hinter der Kirche San Domenico Soriano.
An dem Gebäude bemerkt man laut einer axonometrischen Zeichnung Vaccaros einen verschwenderischen Eingang, der Zugang zu zwei malerischen, zangenförmigen Rampen für die Wagen mit einer Treppe in der Mitte gewährt, wonach man sich vor einem ersten Baukörper befand, der drei Korbbögen aus Holz mit Intarsien einschloss. Durch ihn hindurch gelangt man in den rechteckigen Innenhof, von dem aus man oben den meisterlichen Palast mit zwei Obergeschossen und dem Erdgeschoss sehen kann.
Die große Grünfläche des Palastes sollte an die hängenden Gärten der Semiramis erinnern, aber heute ist sie fast vollständig verschwunden. Das gesamte Bauwerk stand seit der Einigung Italiens nie im Mittelpunkt eines genauen Wiederherstellungs- und Schutzplans, der auf seine Wiederaufwertung ausgerichtet gewesen wäre. Mit Ausnahme der Fassade befindet sich der gesamte Komplex im Zustand fortgeschrittenen Verfalls; sogar ein gänzlich unpassender Autoparkplatz wurde angelegt.

## Der Nahrungsmittelmarkt
Mit dem Aussterben der Adelsfamilie Spinelli wurde auf dem Gelände des Palastgartens ein  Nahrungsmittelmarkt (Mercato di commestibili) angelegt. Er wurde zwischen 1841 und 1845 vom Architekten Ludovico Villani im Auftrag von Giuliano di Facio angelegt; dieser ließ ein Gebäude an der Salita Tarsia errichten, das einen Nebeneingang an der Via Tarsia hat.
Aber die Idee eines Marktes war nicht erfolgreich und die Händler nahmen die neuen Standplätze nicht an, die somit für verschiedene Zwecke genutzt wurden: Zunächst 1853 für eine Ausstellung der Handwerker des Königreiches Neapels und ab 1856 insgesamt für die königliche wissenschaftliche Akademie (Reale Istituto d’Incoraggiamento di Napoli). Später wurde dort das Kino Bracco untergebracht, das dem Komödienschreiber Roberto Bracco (1861–1943) gewidmet war, während der Palast selbst ein privates Mietshaus wurde.

## Biblioteca Tarsia
Nach einer Beschreibung von Giuseppe Sigismondo beherbergte der Palast die Biblioteca Tarsia, die der Herzog hatte einrichten lassen und die öffentlich zugänglich war. Die Bibliothek bot eine reiche Sammlung von wissenschaftlichen Büchern und mathematischen Instrumenten, die in einer Pyramide gesammelt waren; außerdem zierten Statuen von Francesco Pagano die Bibliothek. Davon schwärmte der vom Herzog ins Leben gerufene Mäzenatenverein, unter dessen Mitgliedern Maria Angela Ardinghelli und die Brüder Berardo und Ferdinando Galiani waren.